# 东书房路
东书房路是中国上海市浦东新区的一条道路，南北走向，北起新浦路，南至大道站路，全长1.2公里。

## 周边建筑物
- 三林世博家园
- 长青生活广场

## 交会道路（北向南）
- 新浦路
- 顾全路
- 板泉路
- 高青路

三林北港
- 大道站路